# 傑米尼亞諾·蒙塔納里
傑米尼亞諾·蒙塔納里（Geminiano Montanari，1633年6月1日—1687年10月13日）是一位義大利天文學家、鏡片製造者、實驗科學方法的倡導者。他是多個學術學院的成員，尤其是格拉蒂學院（Accademia dei Gelati）。傑米尼亞諾·蒙塔納里的著名學生包括多梅尼科·古列爾米尼（Domenico Guglielmini）、弗朗西斯科·比安基尼（Francesco Bianchini）、賈南托尼奧·達維亞（Gianantonio Davia）和路易吉·費迪南多·馬西利（Luigi Ferdinando Marsili）。
他最為人所知的是1667年左右的觀察，發現英仙座中第二亮的恆星大陵五的亮度發生了變化。很可能其他人之前也觀察到這種現象，但傑米尼亞諾·蒙塔納里是第一個記錄這種現象的天文學家。這顆恆星的名字在阿拉伯語、希伯來語和其他語言中都含有「食屍鬼」或「惡魔」的含義，意味著它的異常行為早已被人們發現。

## 外部連結
- Geminiano Montanari的作品  - 古騰堡計劃
- 互联网档案馆中傑米尼亞諾·蒙塔納里的作品或与之相关的作品
- Dal Prete, Ivano. . . Rome: Istituto dell'Enciclopedia Italiana. 2011.
- "The impact of Galilean culture - From Bonaventura Cavalieri to Gian Domenico Cassini", Bologna University, Department of Astronomy, 2004-4-10.